# Discografia di Drake
La discografia di Drake, rapper americano-canadese, comprende otto album in studio e due in collaborazione, una raccolta, sette mixtape, tre EP e oltre centonovanta singoli, di cui 106 sono in collaborazione con altri artisti.

## Album

### Album in studio
| Anno                                                                                          | Titolo | Classifiche | Classifiche | Classifiche | Classifiche | Classifiche | Classifiche | Classifiche | Classifiche | Classifiche | Certificazioni                                                                                       |
| Anno                                                                                          | Titolo | CAN         | AUS         | FRA         | IRE         | ITA         | NZL         | SWI         | UK          | USA         | Certificazioni                                                                                       |
| --------------------------------------------------------------------------------------------- | --- | ----------- | ----------- | ----------- | ----------- | ----------- | ----------- | ----------- | ----------- | ----------- | --- |
| 2010                                                                                          | Thank Me Later - Pubblicato: 15 giugno 2010 - Etichetta: Young Money, Cash Money, Universal Motown, Aspire - Formati: CD, download digitale, streaming                      | 1           | 81          | 117         | 32          | —           | 35          | 69          | 15          | 1           | - CAN: Platino (2) - UK: Platino - USA: Platino                                                      |
| 2011                                                                                          | Take Care - Pubblicato: 15 novembre 2011 - Etichetta: Young Money, Cash Money, Universal Republic - Formati: CD, LP, download digitale, streaming                           | 1           | 15          | 32          | 30          | —           | 19          | 45          | 5           | 1           | - CAN: Platino (4) - UK: Platino (2) - USA: Platino (6)                                              |
| 2013                                                                                          | Nothing Was the Same - Pubblicato: 24 settembre 2013 - Etichetta: Young Money, Cash Money, Republic, OVO - Formati: CD, download digitale, streaming                        | 1           | 2           | 11          | 4           | 66          | 4           | 11          | 2           | 1           | - AUS: Oro - CAN: Platino (3) - UK: Platino - USA: Platino (4)                                       |
| 2016                                                                                          | Views - Pubblicato: 29 aprile 2016 - Etichetta: Young Money, Cash Money, Republic, OVO - Formati: CD, LP, download digitale, streaming                                      | 1           | 1           | 4           | 2           | 10          | 1           | 4           | 1           | 1           | - AUS: Oro - CAN: Platino (6) - FRA: Platino (2) - UK: Platino (2) - USA: Platino (6)                |
| 2018                                                                                          | Scorpion - Pubblicato: 29 giugno 2018 - Etichetta: Young Money, Cash Money, Republic, OVO - Formati: CD, LP, download digitale, streaming                                   | 1           | 1           | 3           | 1           | 2           | 1           | 1           | 1           | 1           | - AUS: Platino (2) - CAN: Platino (2) - FRA: Platino - NZL: Platino - UK: Platino - USA: Platino (5) |
| 2021                                                                                          | Certified Lover Boy - Pubblicato: 3 settembre 2021 - Etichetta: Republic, OVO - Formati: Download digitale, streaming                                                       | 1           | 1           | 3           | 1           | 2           | 1           | 2           | 1           | 1           | - AUS: Oro - FRA: Oro - ITA: Platino - NZL: Oro                                                      |
| 2022                                                                                          | Honestly, Nevermind - Pubblicato: 17 giugno 2022 - Etichetta: Republic, OVO - Formati: Download digitale, streaming                                                         | 1           | 2           | 6           | 2           | 6           | 1           | 1           | 2           | 1           | - ITA: Oro - UK: Argento                                                                             |
| 2022                                                                                          | Her Loss (con 21 Savage) - Pubblicato: 4 novembre 2022 - Etichetta: OVO, Slaughter Gang, Republic, Epic - Formati: Download digitale, streaming                             | 1           | 2           | 10          | 2           | 3           | 2           | 1           | 1           | 1           | - UK: Oro - NZL: Oro                                                                                 |
| 2023                                                                                          | For All the Dogs - Pubblicato: 6 ottobre 2023 - Etichetta: OVO, Republic - Formati: Download digitale, streaming                                                            | 1           | 1           | 2           | 1           | 1           | 1           | 2           | 1           | 1           | - UK: Oro - NZL: Platino                                                                             |
| 2025                                                                                          | Some Sexy Songs 4 U (con PartyNextDoor) - Pubblicato: 14 febbraio 2025 - Etichetta: OVO, Republic, Santa Anna - Formato:CD, LP, audiocassetta, download digitale, streaming | 1           | 2           | 14          | 2           | —           | 2           | —           | 3           | 1           | - UK: Argento                                                                                        |
| "—" indica che l'opera non si è classificata o che non è stata pubblicata in quel territorio. | |             |             |             |             |             |             |             |             |             | |

### Raccolte
| Anno | Titolo | Classifiche | Classifiche | Classifiche | Classifiche | Classifiche |
| Anno | Titolo | CAN         | AUS         | ITA         | UK          | USA         |
| ---- | --- | ----------- | ----------- | ----------- | ----------- | ----------- |
| 2019 | Care Package - Pubblicato: 2 agosto 2019 - Etichetta: Republic, OVO - Formati: Download digitale, streaming | 1           | 7           | 74          | 4           | 1           |

## Mixtape
| Anno                                                                          | Titolo | Classifiche | Classifiche | Classifiche | Classifiche | Classifiche | Classifiche | Classifiche | Classifiche | Classifiche | Certificazioni                                             |
| Anno                                                                          | Titolo | CAN         | AUS         | FRA         | IRE         | ITA         | NZL         | SWI         | UK          | USA         | Certificazioni                                             |
| ----------------------------------------------------------------------------- | --- | ----------- | ----------- | ----------- | ----------- | ----------- | ----------- | ----------- | ----------- | ----------- | ---------------------------------------------------------- |
| 2006                                                                          | Room for Improvement - Pubblicato: 14 febbraio 2006 - Etichetta: All Things Fresh - Formati: CD, download digitale, streaming                                              | —           | —           | —           | —           | —           | —           | —           | —           | —           |                                                            |
| 2007                                                                          | Comeback Season - Pubblicato: 1º settembre 2007 - Etichetta: October's Very Own - Formati: CD, download digitale, streaming                                                | —           | —           | —           | —           | —           | —           | —           | —           | —           |                                                            |
| 2009                                                                          | So Far Gone - Pubblicato: 13 febbraio 2009 - Etichetta: October's Very Own - Formati: CD, download digitale, streaming                                                     | 7           | 34          | —           | 57          | —           | —           | 61          | 21          | 5           |                                                            |
| 2015                                                                          | If You're Reading This It's Too Late - Pubblicato: 13 febbraio 2015 - Etichetta: Young Money, Cash Money, Republic, OVO - Formati: CD, LP, download digitale, streaming    | 1           | 2           | 55          | 13          | —           | 3           | 7           | 3           | 1           | - CAN: Platino (2) - UK: Oro - USA: Platino (2)            |
| 2015                                                                          | What a Time to Be Alive (con Future) - Pubblicato: 20 settembre 2015 - Etichetta: Young Money, Cash Money, Republic, OVO, Epic - Formati: LP, download digitale, streaming | 1           | 4           | 34          | 30          | —           | 8           | —           | 6           | 1           | - CAN: Platino - UK: Argento - USA: Platino                |
| 2017                                                                          | More Life - Pubblicato: 18 marzo 2017 - Etichetta: Young Money, Cash Money, Republic, OVO - Formati: Download digitale, streaming                                          | 1           | 2           | 5           | 2           | 14          | 3           | 4           | 2           | 1           | - CAN: Platino (2) - FRA: Platino - NZL: Oro - UK: Platino |
| 2020                                                                          | Dark Lane Demo Tapes - Pubblicato: 1 maggio 2020 - Etichetta: Republic, OVO - Formati: Download digitale, streaming                                                        | 1           | 1           | 2           | 1           | 4           | 1           | 2           | 1           | 2           | - UK: Argento - USA: Platino                               |
| "—" indica una pubblicazione non classificata o non pubblicata in quel paese. | |             |             |             |             |             |             |             |             |             |                                                            |

## Extended play
| Anno                                                                          | Titolo | Classifiche | Classifiche | Classifiche | Certificazioni        |
| Anno                                                                          | Titolo | CAN         | ITA         | USA         | Certificazioni        |
| ----------------------------------------------------------------------------- | --- | ----------- | ----------- | ----------- | --------------------- |
| 2009                                                                          | So Far Gone - Pubblicato: 15 settembre 2009 - Etichetta: Young Money, Cash Money, Universal Motown, Aspire - Formati: CD, download digitale, streaming | 15          | —           | 6           | - CAN: Oro - USA: Oro |
| 2018                                                                          | Scary Hours - Pubblicato: 19 gennaio 2018 - Etichetta: Young Money, Cash Money, Republic - Formati: CD, download digitale, streaming                   | —           | —           | —           |                       |
| 2019                                                                          | The Best in the World Pack - Pubblicato: 15 giugno 2019 - Etichetta: Republic, OVO - Formati: Download digitale, streaming                             | —           | —           | —           |                       |
| 2021                                                                          | Scary Hours 2 - Pubblicato: 5 marzo 2021 - Etichetta: Republic, OVO - Formati: Download digitale, streaming                                            | —           | 54          | —           |                       |
| 2024                                                                          | 100 Gigs - Pubblicato: 10 agosto 2024 - Etichetta: OVO, Republic - Formati: Download digitale, streaming                                               | —           | —           | —           |                       |
| "—" indica una pubblicazione non classificata o non pubblicata in quel paese. | |             |             |             |                       |

## Singoli

### Come artista principale
| Anno                                                                          | Titolo                                         | Classifiche | Classifiche | Classifiche | Classifiche | Classifiche | Classifiche | Classifiche | Classifiche | Classifiche | Album                                |
| Anno                                                                          | Titolo                                         | CAN         | AUS         | FRA         | IRE         | ITA         | NZL         | SWI         | UK          | USA         | Album                                |
| ----------------------------------------------------------------------------- | ---------------------------------------------- | ----------- | ----------- | ----------- | ----------- | ----------- | ----------- | ----------- | ----------- | ----------- | ------------------------------------ |
| 2007                                                                          | Replacement Girl (feat. Trey Songz)            | —           | —           | —           | —           | —           | —           | —           | —           | —           | Comeback Season                      |
| 2009                                                                          | Best I Ever Had                                | 24          | —           | —           | —           | —           | —           | —           | 123         | 2           | So Far Gone                          |
| 2009                                                                          | Successful (feat. Trey Songz e Lil Wayne)      | —           | —           | —           | —           | —           | —           | —           | —           | 17          | So Far Gone                          |
| 2009                                                                          | I'm Goin' In (feat. Lil Wayne e Young Jeezy)   | —           | —           | —           | —           | —           | —           | —           | —           | 40          | So Far Gone                          |
| 2009                                                                          | Forever (con Kanye West, Lil Wayne e Eminem)   | 26          | 99          | —           | 41          | —           | —           | 68          | 42          | 8           | More Than a Game Relapse: Refill     |
| 2010                                                                          | Over                                           | 17          | —           | —           | —           | —           | —           | —           | 50          | 14          | Thank Me Later                       |
| 2010                                                                          | Find Your Love                                 | 10          | —           | —           | —           | —           | —           | —           | 24          | 5           | Thank Me Later                       |
| 2010                                                                          | Miss Me (feat. Lil Wayne)                      | 73          | —           | —           | —           | —           | —           | —           | 162         | 15          | Thank Me Later                       |
| 2010                                                                          | Fancy (feat. T.I. e Swizz Beatz)               | 54          | —           | —           | —           | —           | —           | —           | —           | 25          | Thank Me Later                       |
| 2011                                                                          | Marvins Room                                   | —           | —           | —           | —           | —           | —           | —           | 102         | 21          | Take Care                            |
| 2011                                                                          | Headlines                                      | 18          | —           | 75          | —           | —           | —           | —           | 57          | 13          | Take Care                            |
| 2011                                                                          | Make Me Proud (feat. Nicki Minaj)              | 25          | 95          | —           | —           | —           | —           | —           | 49          | 9           | Take Care                            |
| 2011                                                                          | The Motto (feat. Lil Wayne)                    | 38          | —           | —           | —           | —           | —           | —           | 90          | 14          | Take Care                            |
| 2012                                                                          | Take Care (feat. Rihanna)                      | 15          | 9           | 26          | 18          | —           | 7           | 50          | 9           | 7           | Take Care                            |
| 2012                                                                          | HYFR (Hell Ya Fucking Right) (feat. Lil Wayne) | —           | —           | —           | —           | —           | —           | —           | —           | 62          | Take Care                            |
| 2012                                                                          | Crew Love (feat. The Weeknd)                   | 80          | —           | —           | —           | —           | —           | —           | 37          | 80          | Take Care                            |
| 2013                                                                          | Started from the Bottom                        | 36          | 93          | 56          | —           | —           | —           | —           | 25          | 6           | Nothing Was the Same                 |
| 2013                                                                          | Hold On, We're Going Home (feat. Majid Jordan) | 5           | 8           | 12          | 7           | 42          | 9           | 40          | 4           | 4           | Nothing Was the Same                 |
| 2013                                                                          | All Me (feat. Big Sean e 2 Chainz)             | 72          | —           | 141         | —           | —           | —           | —           | 112         | 20          | Nothing Was the Same                 |
| 2013                                                                          | Pound Cake/Paris Morton Music 2 (feat. Jay-Z)  | 88          | —           | —           | —           | —           | —           | —           | 111         | 65          | Nothing Was the Same                 |
| 2013                                                                          | The Language                                   | —           | —           | —           | —           | —           | —           | —           | 143         | 51          | Nothing Was the Same                 |
| 2013                                                                          | Too Much (feat. Sampha)                        | 90          | —           | —           | —           | —           | —           | —           | 86          | 64          | Nothing Was the Same                 |
| 2014                                                                          | Worst Behavior                                 | —           | —           | —           | —           | —           | —           | —           | —           | 89          | Nothing Was the Same                 |
| 2014                                                                          | 0 to 100/The Catch Up                          | 59          | —           | —           | —           | —           | —           | —           | 68          | 35          | /                                    |
| 2015                                                                          | Preach (feat. PartyNextDoor)                   | 66          | —           | —           | —           | —           | —           | —           | 53          | 82          | If You're Reading This It's Too Late |
| 2015                                                                          | Energy                                         | 53          | 59          | 196         | —           | —           | —           | —           | 71          | 26          | If You're Reading This It's Too Late |
| 2015                                                                          | Charged Up                                     | 75          | —           | —           | —           | —           | —           | —           | —           | 78          | /                                    |
| 2015                                                                          | Back to Back                                   | 27          | —           | 152         | —           | —           | —           | —           | 77          | 21          | /                                    |
| 2015                                                                          | Hotline Bling                                  | 3           | 2           | 9           | 8           | 9           | 14          | 13          | 3           | 2           | Views                                |
| 2015                                                                          | Right Hand                                     | 72          | —           | —           | —           | —           | —           | —           | 81          | 58          | /                                    |
| 2015                                                                          | Jumpman (con Future)                           | 44          | 47          | 90          | 77          | —           | —           | 75          | 58          | 12          | What a Time to Be Alive              |
| 2016                                                                          | Summer Sixteen                                 | 12          | 25          | 24          | 71          | —           | —           | 63          | 23          | 6           | /                                    |
| 2016                                                                          | One Dance (feat. Wizkid and Kyla)              | 1           | 1           | 1           | 1           | 6           | 1           | 1           | 1           | 1           | Views                                |
| 2016                                                                          | Pop Style (feat. The Throne)                   | 19          | 44          | 29          | 58          | 93          | —           | —           | 33          | 16          | Views                                |
| 2016                                                                          | Controlla                                      | 27          | 46          | 58          | 41          | 95          | 27          | 37          | 18          | 16          | Views                                |
| 2016                                                                          | Too Good (feat. Rihanna)                       | 9           | 3           | 29          | 7           | 33          | 4           | 25          | 3           | 14          | Views                                |
| 2016                                                                          | Fake Love                                      | 10          | 16          | 79          | 18          | 55          | —           | 27          | 10          | 8           | More Life                            |
| 2016                                                                          | Sneakin' (feat. 21 Savage)                     | 20          | 81          | 180         | 80          | —           | —           | —           | 52          | 28          | /                                    |
| 2016                                                                          | Two Birds, One Stone                           | 64          | —           | —           | —           | —           | —           | —           | —           | 73          | /                                    |
| 2017                                                                          | No Frauds (con Nicki Minaj e Lil Wayne)        | 25          | 58          | 148         | 71          | —           | —           | 50          | 49          | 14          | /                                    |
| 2017                                                                          | Passionfruit                                   | 2           | 4           | 7           | 4           | 19          | 2           | 12          | 3           | 8           | More Life                            |
| 2017                                                                          | Free Smoke                                     | 12          | —           | 93          | 36          | —           | —           | 34          | 36          | 18          | More Life                            |
| 2017                                                                          | Portland (feat. Quavo e Travis Scott)          | 6           | —           | 84          | 38          | —           | 38          | 31          | 27          | 9           | More Life                            |
| 2017                                                                          | Glow (feat. Kanye West)                        | 37          | —           | —           | 65          | —           | —           | —           | 55          | 54          | More Life                            |
| 2017                                                                          | Signs                                          | 12          | 32          | 59          | 27          | 90          | 36          | 26          | 14          | 36          | /                                    |
| 2018                                                                          | God's Plan                                     | 1           | 1           | 2           | 1           | 1           | 1           | 2           | 1           | 1           | Scorpion                             |
| 2018                                                                          | Diplomatic Immunity                            | 6           | 54          | 169         | 38          | —           | —           | 42          | 21          | 7           | Scary Hours                          |
| 2018                                                                          | Nice for What                                  | 1           | 1           | 26          | 2           | 53          | 1           | 7           | 1           | 1           | Scorpion                             |
| 2018                                                                          | Yes Indeed (con Lil Baby)                      | 7           | 68          | —           | 65          | —           | —           | 94          | 46          | 6           | Harder Than Ever                     |
| 2018                                                                          | I'm Upset                                      | 5           | 17          | 82          | 54          | —           | 13          | 91          | 37          | 7           | Scorpion                             |
| 2018                                                                          | Don't Matter to Me (con Michael Jackson)       | 4           | 3           | 24          | 3           | 23          | 6           | 5           | 2           | 9           | Scorpion                             |
| 2018                                                                          | In My Feelings                                 | 1           | 1           | 3           | 2           | 5           | 1           | 2           | 1           | 1           | Scorpion                             |
| 2018                                                                          | Nonstop                                        | 1           | 5           | 34          | 5           | 42          | 8           | 10          | 4           | 2           | Scorpion                             |
| 2019                                                                          | Mob Ties                                       | 11          | 28          | 85          | 92          | —           | —           | —           | —           | 13          | Scorpion                             |
| 2019                                                                          | Girls Need Love (con Summer Walker)            | 45          | 78          | —           | 70          | —           | —           | —           | 41          | 37          | Last Day of Summer                   |
| 2019                                                                          | Money in the Grave (feat. Rick Ross)           | 5           | 7           | 113         | 18          | —           | 7           | 32          | 13          | 7           | The Best in the World Pack           |
| 2019                                                                          | Omertà                                         | 8           | 69          | —           | 44          | —           | —           | —           | 33          | 35          | The Best in the World Pack           |
| 2020                                                                          | Toosie Slide                                   | 2           | 3           | 4           | 1           | 7           | 1           | 2           | 1           | 1           | Dark Lane Demo Tapes                 |
| 2020                                                                          | Chicago Freestyle (feat. Giveon)               | 13          | —           | 62          | 9           | 75          | 31          | 34          | 10          | 14          | Dark Lane Demo Tapes                 |
| 2020                                                                          | Only You Freestyle (con Headie One)            | 37          | 51          | —           | 13          | —           | —           | 75          | 5           | 118         | Edna                                 |
| 2020                                                                          | Laugh Now Cry Later (feat. Lil Durk)           | 1           | 3           | 50          | 5           | 59          | 3           | 4           | 3           | 2           | /                                    |
| 2021                                                                          | What's Next                                    | 1           | 7           | 74          | 7           | 88          | 12          | 14          | 4           | 1           | Scary Hours 2                        |
| 2021                                                                          | Way 2 Sexy (feat. Future e Young Thug)         | 3           | 7           | 28          | 15          | 57          | 7           | 13          | 11          | 1           | Certified Lover Boy                  |
| 2021                                                                          | Seeing Green (con Nicki Minaj e Lil Wayne)     | 27          | —           | —           | 54          | —           | —           | —           | 42          | 12          | Beam Me Up Scotty                    |
| 2021                                                                          | Girls Want Girls (feat. Lil Baby)              | 8           | 2           | 12          | 3           | 33          | 2           | 8           | 2           | 2           | Certified Lover Boy                  |
| 2021                                                                          | Fair Trade (feat. Travis Scott)                | 4           | 3           | 14          | 4           | 38          | 3           | 7           | 3           | 3           | Certified Lover Boy                  |
| 2022                                                                          | Sticky                                         | 3           | 15          | 111         | 27          | —           | 10          | —           | 30          | 6           | Honestly, Nevermind                  |
| 2022                                                                          | Massive                                        | 8           | 12          | 102         | 7           | 90          | 16          | 7           | 8           | 14          | Honestly, Nevermind                  |
| 2022                                                                          | Jimmy Cooks (feat. 21 Savage)                  | 1           | 4           | 98          | 9           | 98          | 3           | 5           | 7           | 1           | Honestly, Nevermind                  |
| 2022                                                                          | Rich Flex (con 21 Savage)                      | 1           | 3           | 74          | 3           | —           | 2           | —           | 3           | 2           | Her Loss                             |
| 2022                                                                          | Circo Loco (con 21 Savage)                     | 5           | 9           | 126         | 7           | 69          | 35          | —           | 7           | 6           | Her Loss                             |
| 2023                                                                          | Spin Bout U (con 21 Savage)                    | 9           | 55          | 150         | —           | —           | —           | —           | —           | 5           | Her Loss                             |
| 2023                                                                          | On the Radar Freestyle (con Central Cee)       | 45          | 89          | —           | 42          | —           | —           | 74          | 26          | 80          | /                                    |
| 2023                                                                          | Search & Rescue                                | 4           | 8           | 118         | 6           | —           | 11          | 13          | 5           | 2           | /                                    |
| 2023                                                                          | Slime You Out (feat. SZA)                      | 2           | 12          | 87          | 13          | 64          | 9           | 19          | 10          | 1           | For All the Dogs                     |
| 2023                                                                          | 8AM in Charlotte                               | 13          | 60          | 149         | —           | —           | 30          | —           | —           | 17          | For All the Dogs                     |
| 2023                                                                          | Rich Baby Daddy (feat. Sexyy Red & SZA)        | 18          | 11          | 152         | 29          | —           | 9           | —           | 15          | 11          | For All the Dogs                     |
| 2023                                                                          | First Person Shooter (featuring J. Cole)       | 2           | 4           | 52          | 7           | 55          | 5           | 10          | 4           | 1           | For All the Dogs                     |
| 2023                                                                          | You Broke My Heart                             | 8           | —           | —           | 48          | —           | —           | —           | —           | 11          | For All the Dogs Scary Hours Edition |
| 2024                                                                          | Push Ups                                       | 12          | 44          | —           | 20          | —           | 39          | 25          | 14          | 19          | /                                    |
| 2024                                                                          | Family Matters                                 | —           | —           | —           | —           | —           | —           | —           | —           | —           | /                                    |
| 2024                                                                          | U My Everything (con Sexyy Red)                | 70          | —           | —           | —           | —           | —           | —           | —           | —           | In Sexyy We Trust                    |
| 2025                                                                          | Gimme a Hug                                    | 10          | 44          | —           | 54          | —           | —           | —           | 21          | 6           | Some Sexy Songs 4 U                  |
| 2025                                                                          | Nokia                                          | 5           | 5           | —           | 20          | —           | 4           | —           | 10          | 2           | Some Sexy Songs 4 U                  |
| 2025                                                                          | Somebody Loves Me (con PartyNextDoor)          | 27          | 99          | —           | —           | —           | —           | —           | —           | 30          | Some Sexy Songs 4 U                  |
| 2025                                                                          | Die Trying (con PartyNextDoor e Yebba)         | 14          | 40          | —           | 51          | —           | —           | —           | 42          | 21          | Some Sexy Songs 4 U                  |
| 2025                                                                          | What Did I Miss?                               | 2           | 37          | —           | 47          | —           | 29          | —           | 27          | 2           | /                                    |
| 2025                                                                          | Which One (con Central Cee)                    | —           | —           | —           | —           | —           | —           | —           | —           | —           | /                                    |
| "—" indica una pubblicazione non classificata o non pubblicata in quel Paese. |                                                |             |             |             |             |             |             |             |             |             |                                      |

### Come artista ospite
| Anno                                                                          | Titolo                                                                | Classifiche | Classifiche | Classifiche | Classifiche | Classifiche | Classifiche | Classifiche | Classifiche | Classifiche | Album                                                    |
| Anno                                                                          | Titolo                                                                | CAN         | AUS         | FRA         | IRE         | ITA         | NZL         | SWI         | UK          | USA         | Album                                                    |
| ----------------------------------------------------------------------------- | --------------------------------------------------------------------- | ----------- | ----------- | ----------- | ----------- | ----------- | ----------- | ----------- | ----------- | ----------- | -------------------------------------------------------- |
| 2009                                                                          | The One (Mary J. Blige feat. Drake)                                   | 83          | —           | —           | —           | —           | —           | —           | —           | 63          | Stronger With Each Tear                                  |
| 2009                                                                          | Digital Girl (remix) (Jamie Foxx feat. Drake, Kanye West e The-Dream) | —           | —           | —           | —           | —           | —           | —           | —           | 92          | Intuition                                                |
| 2009                                                                          | Money to Blow (Birdman feat. Drake e Lil Wayne)                       | —           | —           | —           | —           | —           | —           | —           | —           | 26          | Priceless                                                |
| 2009                                                                          | Fed Up (DJ Khaled feat. Usher, Drake, Young Jeezy e Rick Ross)        | —           | —           | —           | —           | —           | —           | —           | —           | —           | Victory                                                  |
| 2009                                                                          | Say Something (Timbaland feat. Drake)                                 | —           | —           | —           | —           | —           | —           | —           | —           | 23          | Shock Value II                                           |
| 2009                                                                          | I Invented Sex (Trey Songz feat. Drake)                               | —           | —           | —           | —           | —           | —           | —           | —           | 42          | Ready                                                    |
| 2009                                                                          | 4 My Town (Birdman feat. Drake e Lil Wayne)                           | —           | —           | —           | —           |             | —           | —           | —           | 90          | Priceless                                                |
| 2010                                                                          | You Got Me (Sacario feat. Drake)                                      | —           | —           | —           | —           | —           | —           | —           | —           | —           | Sneak Attack                                             |
| 2010                                                                          | Right Above It (Lil Wayne feat. Drake)                                | 34          | 98          | —           | —           | —           | —           | —           | 6           | 37          | I Am Not a Human Being                                   |
| 2010                                                                          | Aston Martin Music (Rick Ross feat. Chrisette Michele e Drake)        | —           | —           | —           | —           | —           | —           | —           | —           | 30          | Teflon Don                                               |
| 2010                                                                          | Loving You No More (Diddy – Dirty Money feat. Drake)                  | —           | —           | —           | —           | —           | —           | —           | —           | 91          | Last Train to Paris                                      |
| 2010                                                                          | What Up (Pimp C feat. Drake e Bun B)                                  | —           | —           | —           | —           | —           | —           | —           | —           | —           | The Naked Soul of Sweet Jones                            |
| 2010                                                                          | What's My Name? (Rihanna feat. Drake)                                 | 5           | 18          | 16          | 3           | 8           | 3           | 13          | 1           | 1           | Loud                                                     |
| 2010                                                                          | Fall For Your Type (Jamie Foxx feat. Drake)                           | —           | —           | —           | —           | —           | —           | —           | —           | 50          | Best Night of My Life                                    |
| 2010                                                                          | Moment 4 Life (Nicki Minaj feat. Drake)                               | 27          | —           | 65          | 37          | —           | —           | —           | 22          | 13          | Pink Friday                                              |
| 2010                                                                          | Put It Down (Bun B feat. Drake)                                       | —           | —           | —           | —           | —           | —           | —           | —           | —           | Trill OG                                                 |
| 2011                                                                          | Celebration (Tank feat. Drake)                                        | —           | —           | —           | —           | —           | —           | —           | —           | —           | Now or Never                                             |
| 2011                                                                          | Feel Love (Sean Garrett feat. Drake)                                  | —           | —           | —           | —           | —           | —           | —           | —           | —           | The Inkwell                                              |
| 2011                                                                          | Unusual (Trey Songz feat.Drake)                                       | —           | —           | —           | —           | —           | —           | —           | —           | 68          | Passion, Pain & Pleasure                                 |
| 2011                                                                          | Poppin Bottles (T.I. feat.Drake)                                      | —           | —           | —           | —           | —           | —           | —           | —           | —           | No Mercy                                                 |
| 2011                                                                          | I'm on One (DJ Khaled feat. Drake, Rick Ross e Lil Wayne)             | 67          | —           | —           | —           | —           | —           | —           | 78          | 10          | We the Best Forever                                      |
| 2011                                                                          | She Will (Lil Wayne feat. Drake)                                      | 16          | —           | 70          | —           | —           | —           | —           | 58          | 3           | Tha Carter IV                                            |
| 2011                                                                          | It's Good (Lil Wayne feat. Jadakiss e Drake)                          | —           | —           | —           | —           | —           | —           | —           | —           | 79          | Tha Carter IV                                            |
| 2011                                                                          | Still Got It (Tyga feat. Drake)                                       | —           | —           | —           | —           | —           | —           | —           | —           | 89          | Careless World: Rise of the Last King                    |
| 2011                                                                          | Round of Applause (Waka Flocka Flame feat. Drake)                     | —           | —           | —           | —           | —           | —           | —           | —           | 86          | Triple F Life: Friends, Fans and Family                  |
| 2011                                                                          | Mr. Wrong (Mary J. Blige feat. Drake)                                 | —           | —           | —           | —           | —           | —           | —           | —           | 87          | My Life II... The Journey Continues (Act 1)              |
| 2011                                                                          | So Good (Shanell feat. Lil Wayne e Drake)                             | —           | —           | —           | —           | —           | —           | —           | —           | —           | Midnight Mimosas                                         |
| 2012                                                                          | Stay Schemin' (Rick Ross feat. Drake e French Montana)                | —           | —           | —           | —           | —           | —           | —           | —           | 58          | Rich Forever                                             |
| 2012                                                                          | No Lie (2 Chainz feat. Drake)                                         | —           | —           | —           | —           | —           | —           | —           | —           | 24          | Based on a T.R.U. Story                                  |
| 2012                                                                          | Pop That (French Montana feat. Drake, Rick Ross e Lil Wayne)          | —           | —           | —           | —           | —           | —           | —           | —           | 36          | Excuse My French                                         |
| 2012                                                                          | Amen (Meek Mill feat. Drake)                                          | —           | —           | —           | —           | —           | —           | —           | —           | 57          | Dreams and Nightmares                                    |
| 2012                                                                          | Enough Said (Aaliyah feat. Drake)                                     | —           | —           | —           | —           | —           | —           | —           | —           | —           | /                                                        |
| 2012                                                                          | Diced Pineapples (Rick Ross feat. Wale e Drake)                       | —           | —           | —           | —           | —           | —           | —           | —           | 71          | God Forgives, I Don't                                    |
| 2012                                                                          | Fuckin' Problems (ASAP Rocky feat. Drake, 2 Chainz, e Kendrick Lamar) | 65          | 78          | 30          | —           | —           | —           | —           | 50          | 8           | Long. Live. ASAP                                         |
| 2012                                                                          | The Zone (The Weeknd feat. Drake)                                     | —           | —           | —           | —           | —           | —           | —           | —           | —           | Trilogy                                                  |
| 2013                                                                          | Poetic Justice (Kendrick Lamar feat. Drake)                           | —           | —           | —           | —           | —           | —           | —           | —           | 26          | Good Kid, M.A.A.D City                                   |
| 2013                                                                          | Love Me (Lil Wayne feat. Drake e Future)                              | 49          | 92          | 27          | —           | —           | —           | —           | 44          | 9           | I Am Not a Human Being II                                |
| 2013                                                                          | Right Here (Justin Bieber feat. Drake)                                | —           | —           | —           | —           | —           | —           | —           | 125         | 95          | Believe                                                  |
| 2013                                                                          | No New Friends (DJ Khaled feat. Drake, Rick Ross e Lil Wayne)         | —           | —           | —           | —           | —           | —           | —           | 106         | 37          | Suffering from Success                                   |
| 2013                                                                          | No Guns Allowed (Snoop Lion feat. Drake e Cori B)                     | —           | —           | —           | —           | —           | —           | —           | —           | —           | Reincarnated                                             |
| 2013                                                                          | Live For (The Weeknd featuring Drake)                                 | —           | —           | —           | —           | —           | —           | —           | 111         | —           | Kiss Land                                                |
| 2013                                                                          | Over Here (PartyNextDoor feat. Drake)                                 | —           | —           | —           | —           | —           | —           | —           | —           | —           | PartyNextDoor                                            |
| 2013                                                                          | Know Bout Me (Timbaland feat. Jay Z, Drake e James Fauntleroy)        | —           | 24          | —           | —           | —           | —           | —           | —           | —           | /                                                        |
| 2014                                                                          | Odio (Romeo Santos feat. Drake)                                       | —           | —           | —           | —           | —           | —           | —           | —           | 45          | Formula, Vol. 2                                          |
| 2014                                                                          | Who Do You Love? (YG feat. Drake)                                     | —           | —           | 197         | —           | —           | —           | —           | 87          | 54          | My Krazy Life                                            |
| 2014                                                                          | Trophies (Young Money feat. Drake)                                    | —           | —           | 190         | —           | —           | —           | —           | —           | 50          | Young Money: Rise of an Empire                           |
| 2014                                                                          | Believe Me (Lil Wayne feat. Drake)                                    | 97          | —           | —           | —           | —           | —           | —           | 36          | 26          | /                                                        |
| 2014                                                                          | Grindin' (Lil Wayne feat. Drake)                                      | —           | —           | —           | —           | —           | —           | —           | —           | —           | /                                                        |
| 2014                                                                          | Recognize (PartyNextDoor feat. Drake)                                 | —           | —           | —           | —           | —           | —           | —           | 96          | —           | PartyNextDoor Two                                        |
| 2014                                                                          | DnF (Preme feat. Future e Drake)                                      | —           | —           | —           | —           | —           | —           | —           | —           | —           | Dear America                                             |
| 2014                                                                          | Tuesday (ILoveMakonnen feat. Drake)                                   | 56          | —           | 86          | —           | —           | —           | —           | 165         | 12          | ILoveMakonnen                                            |
| 2014                                                                          | Only (Nicki Minaj feat. Drake, Lil Wayne e Chris Brown)               | 20          | 62          | 102         | —           | —           | —           | —           | 35          | 12          | The Pinkprint                                            |
| 2015                                                                          | Truffle Butter (Nicki Minaj feat. Drake e Lil Wayne)                  | 43          | —           | —           | —           | —           | —           | —           | 188         | 14          | The Pinkprint                                            |
| 2015                                                                          | Blessings (Big Sean feat. Drake e Kanye West)                         | 59          | —           | 184         | —           | —           | —           | —           | 164         | 28          | Dark Sky Paradise                                        |
| 2015                                                                          | 100 (The Game feat. Drake)                                            | 63          | —           | —           | —           | —           | —           | —           | 65          | 82          | The Documentary 2                                        |
| 2015                                                                          | R.I.C.O. (Meek Mill feat. Drake)                                      | 48          | —           | —           | —           | —           | —           | —           | —           | 40          | Dreams Worth More Than Money                             |
| 2015                                                                          | My Love (Majid Jordan feat. Drake)                                    | —           | —           | —           | —           | —           | —           | —           | —           | —           | Majid Jordan                                             |
| 2015                                                                          | Where Ya At (Future feat. Drake)                                      | 62          | —           | 188         | —           | —           | —           | —           | —           | 28          | DS2                                                      |
| 2016                                                                          | Work (Rihanna feat. Drake)                                            | 1           | 5           | 1           | 5           | 5           | 2           | 2           | 2           | 1           | Anti                                                     |
| 2016                                                                          | Come and See Me (PartyNextDoor feat. Drake)                           | 73          | —           | 128         | —           | —           | —           | —           | 199         | 55          | PartyNextDoor 3                                          |
| 2016                                                                          | Why You Always Hatin? (YG feat. Drake e Kamaiyah)                     | 72          | —           | —           | —           | —           | —           | —           | —           | 62          | Still Brazy                                              |
| 2016                                                                          | For Free (DJ Khaled feat. Drake)                                      | 47          | 70          | 79          | —           | —           | —           | —           | 25          | 13          | Major Key                                                |
| 2016                                                                          | No Shopping (French Montana feat. Drake)                              | 25          | —           | 129         | —           | —           | —           | —           | 129         | 36          | MC4                                                      |
| 2016                                                                          | Big Amount (2 Chainz feat. Drake)                                     | —           | —           | —           | —           | —           | —           | —           | —           | —           | Pretty Girls Like Trap Music                             |
| 2016                                                                          | Wanna Know (Remix) (Dave feat. Drake)                                 | 93          | —           | —           | —           | —           | —           | —           | 51          | —           | /                                                        |
| 2016                                                                          | Used to This (Future feat. Drake)                                     | 17          | —           | 139         | —           | —           | —           | —           | 67          | 14          | Future                                                   |
| 2017                                                                          | Both (Gucci Mane feat. Drake)                                         | 43          | —           | 162         | —           | —           | —           | —           | —           | 41          | The Return of East Atlanta Santa                         |
| 2017                                                                          | Come Closer (Wizkid feat. Drake)                                      | 54          | —           | —           | —           | —           | —           | —           | 58          | —           | Sounds from the Other Side                               |
| 2017                                                                          | No Complaints (Metro Boomin feat. Offset e Drake)                     | 51          | —           | —           | —           | —           | —           | —           | —           | 71          | Not All Heroes Wear Capes                                |
| 2017                                                                          | Bring It Back (Trouble & Mike Will Made It feat. Drake)               | —           | —           | —           | —           | —           | —           | —           | —           | —           | Edgewood                                                 |
| 2018                                                                          | Look Alive (BlocBoy JB feat. Drake)                                   | 4           | 24          | 125         | 16          | —           | 15          | 30          | 17          | 5           | Simi                                                     |
| 2018                                                                          | Lemon (Drake Remix) (N.E.R.D & Rihanna feat. Drake)                   | —           | —           | —           | —           | —           | 37          | —           | —           | —           | /                                                        |
| 2018                                                                          | Walk It Talk It (Migos feat. Drake)                                   | 14          | 55          | 81          | 52          | —           | 36          | 66          | 31          | 10          | Culture II                                               |
| 2018                                                                          | Bigger Than You (2 Chainz feat. Drake e Quavo)                        | 43          | —           | —           | —           | —           | —           | —           | —           | 53          | /                                                        |
| 2018                                                                          | Sicko Mode (Travis Scott feat. Drake, Swae Lee e Big Hawk)            | 1           | 7           | 80          | 11          | 10          | 7           | 29          | 9           | 1           | Astroworld                                               |
| 2018                                                                          | No Stylist (French Montana feat. Drake)                               | 16          | 69          | —           | 33          |             | —           | 54          | 19          | 47          | Montana                                                  |
| 2018                                                                          | Mia (Bad Bunny feat. Drake)                                           | 3           | 40          | 14          | 28          | 14          | —           | 16          | 13          | 5           | X 100pre                                                 |
| 2019                                                                          | Going Bad (Meek Mill feat. Drake)                                     | 3           | 32          | 169         | 19          | —           | 36          | 60          | 13          | 6           | Championships                                            |
| 2019                                                                          | No Guidance (Chris Brown feat. Drake)                                 | 7           | 7           | 118         | 19          | —           | 17          | 73          | 6           | 5           | Indigo                                                   |
| 2019                                                                          | Gold Roses (Rick Ross feat. Drake)                                    | 33          | 91          | —           | —           | —           | —           | —           | 42          | 39          | Port of Miami 2                                          |
| 2019                                                                          | Won't Be Late (Swae Lee feat. Drake)                                  | 34          | —           | —           | —           | —           | —           | —           | 50          | 75          | /                                                        |
| 2019                                                                          | Ela É do Tipo (Kevin O Chris feat. Drake)                             | —           | —           | —           | —           | —           | —           | —           | —           | —           | /                                                        |
| 2019                                                                          | Loyal (PartyNextDoor feat. Drake)                                     | 19          | 82          | —           | 60          | —           | —           | —           | 31          | 63          | Partymobile                                              |
| 2020                                                                          | Life Is Good (Future feat. Drake)                                     | 3           | 11          | 33          | 5           | 36          | 13          | 23          | 3           | 2           | High Off Life                                            |
| 2020                                                                          | Oprah's Bank Account (Lil Yachty & DaBaby feat. Drake)                | 38          | 93          | —           | —           | —           | —           | —           | 54          | 55          | Lil Boat 3                                               |
| 2020                                                                          | Popstar (DJ Khaled feat. Drake)                                       | 1           | 10          | 101         | 15          | 42          | 17          | 33          | 11          | 3           | Khaled Khaled                                            |
| 2020                                                                          | Greece (DJ Khaled feat. Drake)                                        | 3           | 35          | 129         | 14          | —           | —           | 73          | 8           | 8           | Khaled Khaled                                            |
| 2020                                                                          | Twist & Turn (Popcaan feat. Drake e PartyNextDoor)                    | 47          | —           | —           | —           | —           | —           | —           | 69          | —           | Fixtape                                                  |
| 2020                                                                          | Mr. Right Now (21 Savage & Metro Boomin feat. Drake)                  | 9           | 39          | 125         | 23          | —           | —           | —           | 28          | 10          | Savage Mode II                                           |
| 2020                                                                          | Outta Time (Bryson Tiller feat. Drake)                                | 31          | 60          | —           | 68          | —           | —           | —           | 24          | 48          | Anniversary                                              |
| 2020                                                                          | You're Mines Still (Remix) (Yung Bleu feat. Drake)                    | 18          | —           | —           | —           | —           | —           | —           | 45          | 18          | Love Scars: The 5 Stages of Emotions (Deluxe) / Moon Boy |
| 2020                                                                          | B.B. King Freestyle (Lil Wayne feat. Drake)                           | —           | —           | —           | —           | —           | —           | —           | —           | —           | No Ceilings 3                                            |
| 2021                                                                          | Talk to Me (Drakeo the Ruler feat. Drake)                             | 85          | —           | —           | —           | —           | —           | —           | —           | —           | The Truth Hurts                                          |
| 2021                                                                          | Wasting Time (Brent Faiyaz feat. Drake e The Neptunes)                | 44          | —           | —           | 82          | —           | —           | —           | 34          | 49          | Wasteland                                                |
| 2021                                                                          | Over the Top (Smiley featuring Drake)                                 | 13          | —           | —           | 73          | —           | —           | —           | 97          | 57          | Buy or Bye 2                                             |
| 2022                                                                          | Wait for U (Future feat. Drake & Tems)                                | 3           | 12          | 135         | 21          | —           | 7           | —           | 8           | 1           | I Never Liked You                                        |
| 2022                                                                          | Staying Alive (DJ Khaled featuring Drake and Lil Baby)                | 3           | 16          | —           | 26          | —           | 19          | 36          | 21          | 5           | God Did                                                  |
| 2023                                                                          | We Caa Done (Popcaan feat. Drake)                                     | 36          | —           | —           | 60          | —           | —           | —           | 37          | —           | Great Is He                                              |
| 2023                                                                          | Who Told You (J Hus feat. Drake)                                      | 27          | 67          | —           | 4           | —           | —           | 32          | 2           | —           | Beautiful and Brutal Yard                                |
| 2023                                                                          | Oh U Went (Young Thug feat. Drake)                                    | 20          | —           | —           | —           | —           | —           | —           | 65          | 19          | Business Is Business                                     |
| 2023                                                                          | Meltdown (Travis Scott feat. Drake)                                   | 1           | 8           | 21          | 10          | 30          | 4           | 45          | 10          | 3           | Utopia                                                   |
| 2024                                                                          | Act II: Date @ 8 (Remix) (4batz feat. Drake)                          | 14          | —           | —           | 28          | —           | 15          | 26          | 18          | 7           | /                                                        |
| 2024                                                                          | Hot Uptown (Camila Cabello feat. Drake)                               | 42          | —           | —           | —           | —           | —           | —           | —           | 62          | C,XOXO                                                   |
| 2024                                                                          | Sideways (Gordo feat. Drake)                                          | 44          | —           | —           | 100         | —           | —           | —           | —           | —           | Diamante                                                 |
| 2024                                                                          | Modo Capone (Chino Pacas feat. Fuerza Regida e Drake)                 | —           | —           | —           | —           | —           | —           | —           | —           | —           | Que Sigan Llegando las Pacas                             |
| 2025                                                                          | 2 Mazza (Smiley feat. Drake)                                          | 55          | —           | —           | —           | —           | —           | —           | —           | —           | Don't Box Me In                                          |
| "—" indica una pubblicazione non classificata o non pubblicata in quel Paese. |                                                                       |             |             |             |             |             |             |             |             |             |                                                          |

Note:
1. ↑  Drake non è stato accreditato sulle classifiche Billboard

## Altri brani entrati in classifica
| Anno | Titolo                                                                        | Titolo | Titolo | Titolo | Titolo | Titolo | Titolo | Titolo | Titolo | Titolo | Album            |
| Anno | Titolo                                                                        | CAN    | AUS    | FRA    | IRE    | ITA    | NZL    | SWI    | UK     | USA    | Album            |
| ---- | ----------------------------------------------------------------------------- | ------ | ------ | ------ | ------ | ------ | ------ | ------ | ------ | ------ | ---------------- |
| 2023 | Virginia Beach                                                                | 3      | 9      | 36     | 10     | 48     | 7      | 11     | 6      | 3      | For All the Dogs |
| 2023 | Amen (featuring Teezo Touchdown)                                              | 17     | 24     | 80     | —      | 84     | 32     | —      | —      | 15     | For All the Dogs |
| 2023 | Calling for You (featuring 21 Savage)                                         | 6      | 17     | 55     | —      | 65     | 21     | —      | —      | 5      | For All the Dogs |
| 2023 | Fear of Heights                                                               | 8      | 22     | 90     | —      | 81     | 28     | —      | —      | 10     | For All the Dogs |
| 2023 | Daylight                                                                      | 5      | 21     | 96     | —      | 78     | 26     | —      | —      | 8      | For All the Dogs |
| 2023 | IDGAF (featuring Yeat)                                                        | 1      | 6      | 25     | 9      | 45     | 6      | 6      | 5      | 2      | For All the Dogs |
| 2023 | 7969 Santa                                                                    | 16     | 66     | 103    | —      | —      | —      | —      | —      | 16     | For All the Dogs |
| 2023 | Bahamas Promises                                                              | 25     | 94     | 144    | —      | —      | —      | —      | —      | 20     | For All the Dogs |
| 2023 | Tried Our Best                                                                | 24     | 95     | 167    | —      | —      | —      | —      | —      | 21     | For All the Dogs |
| 2023 | Screw the World (interlude)                                                   | 46     | —      | —      | —      | —      | —      | —      | —      | 42     | For All the Dogs |
| 2023 | Drew a Picasso                                                                | 28     | 58     | 200    | —      | —      | —      | —      | —      | 27     | For All the Dogs |
| 2023 | Members Only (featuring PartyNextDoor)                                        | 23     | 40     | 159    | —      | —      | —      | —      | —      | 24     | For All the Dogs |
| 2023 | What Would Pluto Do                                                           | 21     | 53     | —      | —      | —      | —      | —      | —      | 18     | For All the Dogs |
| 2023 | All the Parties (featuring Chief Keef)                                        | 27     | 68     | —      | —      | —      | —      | —      | —      | 26     | For All the Dogs |
| 2023 | BBL Love (interlude)                                                          | 43     | —      | —      | —      | —      | —      | —      | —      | 36     | For All the Dogs |
| 2023 | Gently (featuring Bad Bunny)                                                  | 12     | 94     | —      | —      | 38     | —      | —      | —      | 12     | For All the Dogs |
| 2023 | Another Late Night (featuring Lil Yachty)                                     | 26     | 67     | —      | —      | —      | —      | —      | —      | 29     | For All the Dogs |
| 2023 | Away from Home                                                                | 33     | 99     | —      | —      | —      | —      | —      | —      | 32     | For All the Dogs |
| 2023 | Polar Opposites                                                               | 40     | —      | —      | —      | —      | —      | —      | —      | 37     | For All the Dogs |
| 2023 | "—" indica una pubblicazione non classificata o non pubblicata in quel Paese. |        |        |        |        |        |        |        |        |        | For All the Dogs |